# سباق النرويج 2023
سباق النرويج 2023 (بالنرويجية: Arctic Race of Norway 2023) هو سباق دراجات هوائية، وهو الموسم العاشر من سباق النرويج، وأقيم خلال الفترة من 17 أغسطس 2023، وحتى 20 أغسطس 2023.
فاز بالمركز الأول ستيفن وليامز، وفاز بالمركز الثاني كريستيان سكاروني ‏، وفاز بالمركز الثالث وفي ترتيب النقاط للشباب Kevin Vermaerke ‏، وفاز في ترتيب النقاط Clément Champoussin ‏، وفاز في ترتيب الفرق إسرائيل - بريمير تيك 2023 ‏، وفاز في تصنيف الجبال Vincent Van Hemelen ‏.

## الفرق
| فرق عالمية (6)- Astana Qazaqstan Team - Cofidis - Lidl-Trek - Arkéa-Samsic - Team DSM-Firmenich - Team Jayco AlUla فرق برو (8)- بنجوال باوليز ساوكس دبليو بي ‏ - برجس بي إتش 2023 ‏ - Equipo Kern Pharma ‏ - Human Powered Health - Israel-Premier Tech - فريق الدراجات Q36.5 ‏ - سبورت فلاندرين بالويس ‏ - أونو اكس برو سايكلنج تيم 2023 ‏ فرق قارية (3)- Groupama–FDJ Continental Team ‏ - تيم كووب ‏ - ترينيتي رود ريسينغ 2023 ‏ فريق وطني- فريق النرويج لركوب الدراجات للرجال ‏ |  |
| |  |

## المراحل
| قائمة المراحل | قائمة المراحل | قائمة المراحل                  | قائمة المراحل | قائمة المراحل | قائمة المراحل | قائمة المراحل        | قائمة المراحل    |
| المرحلة       | التاريخ       | الدورة                         |               | المسافة (كم)  | الارتفاع      | الفائز بالمرحلة      | القائد العام     |
| ------------- | ------------- | ------------------------------ | ------------- | ------------- | ------------- | -------------------- | ---------------- |
| المرحلة 1     | 17 أغسطس      | كاوتوكاينو – ألتا              | مرحلة مستوية  | 171           | 1٬377 م       | Alberto Dainese ‏     | Alberto Dainese ‏ |
| المرحلة 2     | 18 أغسطس      | ألتا – هامرفست                 | مرحلة مستوية  | 153٫5         | 1٬578 م       | Michele Gazzoli ‏     | Noah Hobbs ‏      |
| المرحلة 3     | 19 أغسطس      | هامرفست – Havøysund ‏           | مرحلة متوسطة  | 167           | 2٬172 م       | ستيفن وليامز         | ستيفن وليامز     |
| المرحلة 4     | 20 أغسطس      | Kvalsund, Hammerfest ‏ – نوركاب | مرحلة متوسطة  | 171٫4         | 2٬188 م       | Clément Champoussin ‏ | ستيفن وليامز     |

## النتيجة

### مرحلة 1
هي مرحلة مستوية، أقيمت في 17 أغسطس 2023، وامتدّت لمسافة 171 كيلومتر. فاز بالمركز الأول، وتصدر ترتيب النقاط وترتيب النقاط للشباب والترتيب العام في نهاية المرحلة Alberto Dainese ‏، وتصدر تصنيف القتال ، وتصدر ترتيب الفرق أركيا سامسيك 2023 ‏، وتصدر ترتيب التسلق Vincent Van Hemelen ‏.
| التصنيف العام         | التصنيف العام         | التصنيف العام                  | التصنيف العام | التصنيف العام |
| العداء                | العداء                | الفريق                         | الوقت         |               |
| --------------------- | --------------------- | ------------------------------ | ------------- | ------------- |
| 1                     | Alberto Dainese ‏      | Team DSM-Firmenich             | 4 س 05 د 57 ث |               |
| 2                     | Noah Hobbs ‏           | Groupama–FDJ Continental Team ‏ | + 4 ث         |               |
| 3                     | Lewis Bower ‏          | Groupama–FDJ Continental Team ‏ | + 4 ث         |               |
| 4                     | Clément Champoussin ‏  | اركيا سامسيك                   | + 6 ث         |               |
| 5                     | توبياس هالاند يوهانسن | أونو اكس برو سايكلنج تيم ‏      | + 7 ث         |               |
| 6                     | ستيفن وليامز          | Israel-Premier Tech            | + 8 ث         |               |
| 7                     | كريستيان سكاروني ‏     | Astana Qazaqstan Team          | + 9 ث         |               |
| 8                     | Marc Brustenga ‏       | Lidl-Trek                      | + 10 ث        |               |
| 9                     | Antonio Angulo ‏       | برجس بي إتش ‏                   | + 10 ث        |               |
| 10                    | Kévin Ledanois ‏       | اركيا سامسيك                   | + 10 ث        |               |
|                       |                       |                                |               |               |
| مصدر: ProCyclingStats |                       |                                |               |               |

### مرحلة 2
هي مرحلة مستوية، أقيمت في 18 أغسطس 2023، وامتدّت لمسافة 153.5 كيلومتر. فاز بالمركز الأول Michele Gazzoli ‏، وتصدر ترتيب الفرق فريق أستانا 2023 ‏، وتصدر الترتيب العام في نهاية المرحلة وترتيب النقاط للشباب وترتيب النقاط Noah Hobbs ‏، وتصدر ترتيب التسلق Vincent Van Hemelen ‏.
| التصنيف العام         | التصنيف العام         | التصنيف العام                  | التصنيف العام | التصنيف العام |
| العداء                | العداء                | الفريق                         | الوقت         |               |
| --------------------- | --------------------- | ------------------------------ | ------------- | ------------- |
| 1                     | Noah Hobbs ‏           | Groupama–FDJ Continental Team ‏ | 7 س 34 د 31 ث |               |
| 2                     | Alberto Dainese ‏      | Team DSM-Firmenich             | + 1 ث         |               |
| 3                     | Michele Gazzoli ‏      | Astana Qazaqstan Team          | + 1 ث         |               |
| 4                     | Lewis Bower ‏          | Groupama–FDJ Continental Team ‏ | + 3 ث         |               |
| 5                     | كريستيان سكاروني ‏     | Astana Qazaqstan Team          | + 4 ث         |               |
| 6                     | Jonathan Lastra ‏      | Cofidis                        | + 7 ث         |               |
| 7                     | André Drege ‏          | تيم كووب ‏                      | + 8 ث         |               |
| 8                     | توبياس هالاند يوهانسن | أونو اكس برو سايكلنج تيم ‏      | + 8 ث         |               |
| 9                     | ستيفن وليامز          | Israel-Premier Tech            | + 9 ث         |               |
| 10                    | Fergus Browning ‏      | ترينيتي رود ريسينغ ‏            | + 9 ث         |               |
|                       |                       |                                |               |               |
| مصدر: ProCyclingStats |                       |                                |               |               |

### مرحلة 3
هي مرحلة جبلية متوسطة، أقيمت في 19 أغسطس 2023، وامتدّت لمسافة 167 كيلومتر. فاز بالمركز الأول، وتصدر الترتيب العام في نهاية المرحلة ستيفن وليامز، وتصدر ترتيب الفرق إسرائيل - بريمير تيك 2023 ‏، وتصدر ترتيب التسلق وتصنيف القتال Vincent Van Hemelen ‏، وتصدر ترتيب النقاط للشباب توبياس هالاند يوهانسن، وتصدر ترتيب النقاط كريستيان سكاروني ‏.
| التصنيف العام         | التصنيف العام                | التصنيف العام             | التصنيف العام  | التصنيف العام |
| العداء                | العداء                       | الفريق                    | الوقت          |               |
| --------------------- | ---------------------------- | ------------------------- | -------------- | ------------- |
| 1                     | ستيفن وليامز                 | Israel-Premier Tech       | 11 س 37 د 28 ث |               |
| 2                     | كريستيان سكاروني ‏            | Astana Qazaqstan Team     | + 1 ث          |               |
| 3                     | توبياس هالاند يوهانسن        | أونو اكس برو سايكلنج تيم ‏ | + 9 ث          |               |
| 4                     | Kevin Vermaerke ‏             | Team DSM-Firmenich        | + 11 ث         |               |
| 5                     | ديلان تيونز                  | Israel-Premier Tech       | + 12 ث         |               |
| 6                     | Matthew Dinham ‏              | Team DSM-Firmenich        | + 12 ث         |               |
| 7                     | ويليام مارتن                 | Cofidis                   | + 12 ث         |               |
| 8                     | Roger Adrià ‏                 | Equipo Kern Pharma ‏       | + 12 ث         |               |
| 9                     | Kamiel Bonneu ‏               | سبورت فلاندرين بالويس ‏    | + 19 ث         |               |
| 10                    | Cedrik Bakke Christophersen ‏ | تيم كووب ‏                 | + 20 ث         |               |
|                       |                              |                           |                |               |
| مصدر: ProCyclingStats |                              |                           |                |               |

### مرحلة 4
هي مرحلة جبلية متوسطة، أقيمت في 20 أغسطس 2023، وامتدّت لمسافة 171.4 كيلومتر. فاز بالمركز الأول، وتصدر ترتيب النقاط Clément Champoussin ‏، وتصدر ترتيب النقاط للشباب Kevin Vermaerke ‏، وتصدر الترتيب العام في نهاية المرحلة ستيفن وليامز، وتصدر ترتيب التسلق Vincent Van Hemelen ‏، وتصدر ترتيب الفرق إسرائيل - بريمير تيك 2023 ‏، وتصدر تصنيف القتال Walter Calzoni ‏.

## المشاركون
| Team DSM-Firmenich DSM   | Team DSM-Firmenich DSM   | Team DSM-Firmenich DSM |
| ------------------------ | ------------------------ | ---------------------- |
| م                        | عداء                     | مرتبة                  |
| 1                        | Andreas Leknessund ‏      | لم يبدأ-1              |
| 2                        | رومان كومبو              | 36                     |
| 3                        | Alberto Dainese ‏         | 75                     |
| 4                        | Matthew Dinham ‏          | 6                      |
| 5                        | Jonas Iversby Hvideberg ‏ | 60                     |
| 6                        | Kevin Vermaerke ‏         | 3                      |
| مدير الرياضة: لوك روبرتس |                          |                        |

| Israel-Premier Tech IPT  | Israel-Premier Tech IPT | Israel-Premier Tech IPT |
| ------------------------ | ----------------------- | ----------------------- |
| م                        | عداء                    | مرتبة                   |
| 11                       | ديلان تيونز             | 5                       |
| 12                       | Marco Frigo ‏            | 21                      |
| 13                       | Reto Hollenstein ‏       | 40                      |
| 14                       | داريل إيمبي             | 43                      |
| 15                       | قاي ساقيف               | 100                     |
| 16                       | ستيفن وليامز            | 1                       |
| مدير الرياضة: ستيف باور, |                         |                         |

| Cofidis COF   | Cofidis COF      | Cofidis COF |
| ------------- | ---------------- | ----------- |
| م             | عداء             | مرتبة       |
| 21            | Guillaume Martin | 7           |
| 22            | توماس شامبيون    | 77          |
| 23            | سيمون جيشكي      | 24          |
| 24            | Jonathan Lastra ‏ | 12          |
| 25            | بيير لوك بيريشون | 63          |
| 26            | Hugo Toumire ‏    | 65          |
| مدير الرياضة: |                  |             |

| Lidl-Trek LTK               | Lidl-Trek LTK      | Lidl-Trek LTK |
| --------------------------- | ------------------ | ------------- |
| م                           | عداء               | مرتبة         |
| 31                          | فيليبو بارونسيني   | 31            |
| 32                          | Marc Brustenga ‏    | 93            |
| 33                          | Asbjørn Hellemose ‏ | 13            |
| 34                          | Antwan Tolhoek ‏    | 97            |
| 35                          | Otto Vergaerde ‏    | 68            |
| مدير الرياضة: Luc Meersman ‏ |                    |               |

| فريق النرويج لركوب الدراجات للرجال ‏ NOR         | فريق النرويج لركوب الدراجات للرجال ‏ NOR | فريق النرويج لركوب الدراجات للرجال ‏ NOR |
| ----------------------------------------------- | --------------------------------------- | --------------------------------------- |
| م                                               | عداء                                    | مرتبة                                   |
| 41                                              | أودد كريستيان إيكينغ                    | 35                                      |
| 42                                              | Ludvik Aspelund Holstad ‏                | 86                                      |
| 43                                              | Peder Antoni Gravås ‏                    | 64                                      |
| 44                                              | Iver Knotten ‏                           | 54                                      |
| 45                                              | Torbjørn Andre Røed ‏                    | 59                                      |
| 46                                              | Ulrik Tvedt ‏                            | 94                                      |
| مدير الرياضة: Øivind Lukkedal ‏, Atle Kvålsvoll ‏ |                                         |                                         |

| Human Powered Health HPM                 | Human Powered Health HPM | Human Powered Health HPM |
| ---------------------------------------- | ------------------------ | ------------------------ |
| م                                        | عداء                     | مرتبة                    |
| 51                                       | أوقست جنسن               | 37                       |
| 52                                       | Kristian Aasvold ‏        | 29                       |
| 53                                       | بول دوبل ‏                | 76                       |
| 54                                       | كولن جويس                | 73                       |
| 55                                       | بنجامين بيري             | 87                       |
| 56                                       | Sebastian Schönberger ‏   | 33                       |
| مدير الرياضة: جوناس كارني, Clark Sheehan‏ |                          |                          |

| Arkéa-Samsic ARK             | Arkéa-Samsic ARK     | Arkéa-Samsic ARK |
| ---------------------------- | -------------------- | ---------------- |
| م                            | عداء                 | مرتبة            |
| 61                           | Clément Champoussin ‏ | 42               |
| 62                           | Louis Barré ‏         | 14               |
| 63                           | Kévin Ledanois ‏      | 50               |
| 64                           | ميشيل رييس           | 82               |
| 65                           | Martin Tjøtta ‏       | 84               |
| 66                           | Alessandro Verre ‏    | 104              |
| مدير الرياضة: جيمي إنجولفينت |                      |                  |

| فريق الدراجات Q36.5 ‏ Q36     | فريق الدراجات Q36.5 ‏ Q36 | فريق الدراجات Q36.5 ‏ Q36 |
| ---------------------------- | ------------------------ | ------------------------ |
| م                            | عداء                     | مرتبة                    |
| 71                           | كارل فريدريك هاغن        | 17                       |
| 72                           | Walter Calzoni ‏          | 52                       |
| 73                           | Marcel Camprubí ‏         | 62                       |
| 74                           | Alessandro Fedeli ‏       | 44                       |
| 75                           | Kamil Małecki ‏           | 46                       |
| 76                           | Cyrus Monk ‏              | 45                       |
| مدير الرياضة: Rik Reinerink ‏ |                          |                          |

| أونو-إكس موبيليتي ‏ UXT                     | أونو-إكس موبيليتي ‏ UXT   | أونو-إكس موبيليتي ‏ UXT |
| ------------------------------------------ | ------------------------ | ---------------------- |
| م                                          | عداء                     | مرتبة                  |
| 81                                         | توبياس هالاند يوهانسن    | 4                      |
| 82                                         | Martin Urianstad ‏        | 32                     |
| 83                                         | Fredrik Dversnes ‏ (طريق) | 27                     |
| 84                                         | Ådne Holter ‏             | 90                     |
| 85                                         | NOR                      | 102                    |
| 86                                         | يوناس غريغارد            | 18                     |
| مدير الرياضة: Leonard Snoeks‏, يسبر موركوف ‏ |                          |                        |

| Astana Qazaqstan Team AST     | Astana Qazaqstan Team AST | Astana Qazaqstan Team AST |
| ----------------------------- | ------------------------- | ------------------------- |
| م                             | عداء                      | مرتبة                     |
| 91                            | كريستيان سكاروني ‏         | 2                         |
| 92                            | Igor Chzhan ‏              | 95                        |
| 93                            | Gianmarco Garofoli ‏       | 71                        |
| 94                            | Michele Gazzoli ‏          | 39                        |
| 95                            | أرتيوم زاخاروف            | لم يبدأ-4                 |
| 96                            | أندري زيتز                | 89                        |
| مدير الرياضة: Dmitry Fofonov ‏ |                           |                           |

| Team Jayco AlUla JAY | Team Jayco AlUla JAY       | Team Jayco AlUla JAY |
| -------------------- | -------------------------- | -------------------- |
| م                    | عداء                       | مرتبة                |
| 101                  | اموند جروندل يانسن         | 70                   |
| 102                  | أليكساندر بالمر            | 16                   |
| 103                  | Kevin Colleoni ‏            | 55                   |
| 104                  | Hamish McKenzie (cyclist) ‏ | 56                   |
| 105                  | Blake Quick ‏               | 74                   |
| 106                  | زدينيك ستيبار              | 38                   |

| Equipo Kern Pharma ‏ EKP | Equipo Kern Pharma ‏ EKP | Equipo Kern Pharma ‏ EKP |
| ----------------------- | ----------------------- | ----------------------- |
| م                       | عداء                    | مرتبة                   |
| 111                     | Roger Adrià ‏            | 8                       |
| 112                     | Igor Arrieta ‏           | 19                      |
| 113                     | ESP                     | 103                     |
| 114                     | فرنسيسكو غالفان         | 78                      |
| 115                     | Álex Jaime ‏             | 81                      |
| 116                     | Pau Miquel ‏             | 25                      |
| مدير الرياضة:           |                         |                         |

| سبورت فلاندرين بالويس ‏ TFB  | سبورت فلاندرين بالويس ‏ TFB | سبورت فلاندرين بالويس ‏ TFB |
| --------------------------- | -------------------------- | -------------------------- |
| م                           | عداء                       | مرتبة                      |
| 121                         | Kamiel Bonneu ‏             | 9                          |
| 122                         | Milan Fretin ‏              | 58                         |
| 123                         | BEL                        | 15                         |
| 124                         | Noah Vandenbranden ‏        | 83                         |
| 125                         | Vincent Van Hemelen ‏       | 28                         |
| 126                         | Aaron Verwilst ‏            | 41                         |
| مدير الرياضة: هانز دي كليرك |                            |                            |

| بنجوال باوليز ساوكس دبليو بي ‏ BWB | بنجوال باوليز ساوكس دبليو بي ‏ BWB | بنجوال باوليز ساوكس دبليو بي ‏ BWB |
| --------------------------------- | --------------------------------- | --------------------------------- |
| م                                 | عداء                              | مرتبة                             |
| 131                               | فلوريس دي تير                     | 47                                |
| 132                               | ألكسيس غيران                      | 91                                |
| 133                               | Louka Matthys ‏                    | 51                                |
| 134                               | Johan Meens ‏                      | 20                                |
| 135                               | Lennert Teugels ‏                  | 30                                |
| 136                               | ماركو تيزا                        | 85                                |
| مدير الرياضة: Olivier Kaisen ‏     |                                   |                                   |

| برجس بي إتش ‏ BBH             | برجس بي إتش ‏ BBH | برجس بي إتش ‏ BBH |
| ---------------------------- | ---------------- | ---------------- |
| م                            | عداء             | مرتبة            |
| 141                          | دانيال نافارو    | 48               |
| 142                          | ESP              | 99               |
| 143                          | Antonio Angulo ‏  | 98               |
| 144                          | Cyril Barthe ‏    | 34               |
| 145                          | Eric Fagúndez ‏   | 26               |
| 146                          | ESP              | لم يكمل السباق-4 |
| مدير الرياضة: Damien Garcia ‏ |                  |                  |

| تيم كووب ‏ TCR                   | تيم كووب ‏ TCR                | تيم كووب ‏ TCR |
| ------------------------------- | ---------------------------- | ------------- |
| م                               | عداء                         | مرتبة         |
| 151                             | Cedrik Bakke Christophersen ‏ | 10            |
| 152                             | André Drege ‏                 | 22            |
| 153                             | NOR                          | 79            |
| 154                             | NOR                          | 92            |
| 155                             | NOR                          | 72            |
| 156                             | NOR                          | 69            |
| مدير الرياضة: Gilbert De Weerdt‏ |                              |               |

| ترينيتي رود ريسينغ ‏ TRI  | ترينيتي رود ريسينغ ‏ TRI | ترينيتي رود ريسينغ ‏ TRI |
| ------------------------ | ----------------------- | ----------------------- |
| م                        | عداء                    | مرتبة                   |
| 161                      | Liam Johnston‏           | 11                      |
| 162                      | Fergus Browning ‏        | 53                      |
| 163                      | Camilo Andres Gomez‏     | 57                      |
| 164                      | Tobias Risan Nakken ‏    | 96                      |
| 165                      | Hugo Rodriguez‏          | 101                     |
| 166                      | GBR                     | 80                      |
| مدير الرياضة: Jon Mould ‏ |                         |                         |

| Groupama–FDJ Continental Team ‏ CGF | Groupama–FDJ Continental Team ‏ CGF | Groupama–FDJ Continental Team ‏ CGF |
| ---------------------------------- | ---------------------------------- | ---------------------------------- |
| م                                  | عداء                               | مرتبة                              |
| 171                                | NOR                                | 49                                 |
| 172                                | Ronan Augé ‏                        | 88                                 |
| 173                                | Lewis Bower ‏                       | 61                                 |
| 174                                | Thibaud Gruel ‏                     | 23                                 |
| 175                                | Noah Hobbs ‏                        | 67                                 |
| 176                                | Brieuc Rolland ‏                    | 66                                 |
| مدير الرياضة: Jerôme Gannat ‏       |                                    |                                    |

| Team DSM-Firmenich DSM   | Team DSM-Firmenich DSM   | Team DSM-Firmenich DSM |
| ------------------------ | ------------------------ | ---------------------- |
| م                        | عداء                     | مرتبة                  |
| 1                        | Andreas Leknessund ‏      | لم يبدأ-1              |
| 2                        | رومان كومبو              | 36                     |
| 3                        | Alberto Dainese ‏         | 75                     |
| 4                        | Matthew Dinham ‏          | 6                      |
| 5                        | Jonas Iversby Hvideberg ‏ | 60                     |
| 6                        | Kevin Vermaerke ‏         | 3                      |
| مدير الرياضة: لوك روبرتس |                          |                        |

| Israel-Premier Tech IPT  | Israel-Premier Tech IPT | Israel-Premier Tech IPT |
| ------------------------ | ----------------------- | ----------------------- |
| م                        | عداء                    | مرتبة                   |
| 11                       | ديلان تيونز             | 5                       |
| 12                       | Marco Frigo ‏            | 21                      |
| 13                       | Reto Hollenstein ‏       | 40                      |
| 14                       | داريل إيمبي             | 43                      |
| 15                       | قاي ساقيف               | 100                     |
| 16                       | ستيفن وليامز            | 1                       |
| مدير الرياضة: ستيف باور, |                         |                         |

| Cofidis COF   | Cofidis COF      | Cofidis COF |
| ------------- | ---------------- | ----------- |
| م             | عداء             | مرتبة       |
| 21            | Guillaume Martin | 7           |
| 22            | توماس شامبيون    | 77          |
| 23            | سيمون جيشكي      | 24          |
| 24            | Jonathan Lastra ‏ | 12          |
| 25            | بيير لوك بيريشون | 63          |
| 26            | Hugo Toumire ‏    | 65          |
| مدير الرياضة: |                  |             |

| Lidl-Trek LTK               | Lidl-Trek LTK      | Lidl-Trek LTK |
| --------------------------- | ------------------ | ------------- |
| م                           | عداء               | مرتبة         |
| 31                          | فيليبو بارونسيني   | 31            |
| 32                          | Marc Brustenga ‏    | 93            |
| 33                          | Asbjørn Hellemose ‏ | 13            |
| 34                          | Antwan Tolhoek ‏    | 97            |
| 35                          | Otto Vergaerde ‏    | 68            |
| مدير الرياضة: Luc Meersman ‏ |                    |               |

| فريق النرويج لركوب الدراجات للرجال ‏ NOR         | فريق النرويج لركوب الدراجات للرجال ‏ NOR | فريق النرويج لركوب الدراجات للرجال ‏ NOR |
| ----------------------------------------------- | --------------------------------------- | --------------------------------------- |
| م                                               | عداء                                    | مرتبة                                   |
| 41                                              | أودد كريستيان إيكينغ                    | 35                                      |
| 42                                              | Ludvik Aspelund Holstad ‏                | 86                                      |
| 43                                              | Peder Antoni Gravås ‏                    | 64                                      |
| 44                                              | Iver Knotten ‏                           | 54                                      |
| 45                                              | Torbjørn Andre Røed ‏                    | 59                                      |
| 46                                              | Ulrik Tvedt ‏                            | 94                                      |
| مدير الرياضة: Øivind Lukkedal ‏, Atle Kvålsvoll ‏ |                                         |                                         |

| Human Powered Health HPM                 | Human Powered Health HPM | Human Powered Health HPM |
| ---------------------------------------- | ------------------------ | ------------------------ |
| م                                        | عداء                     | مرتبة                    |
| 51                                       | أوقست جنسن               | 37                       |
| 52                                       | Kristian Aasvold ‏        | 29                       |
| 53                                       | بول دوبل ‏                | 76                       |
| 54                                       | كولن جويس                | 73                       |
| 55                                       | بنجامين بيري             | 87                       |
| 56                                       | Sebastian Schönberger ‏   | 33                       |
| مدير الرياضة: جوناس كارني, Clark Sheehan‏ |                          |                          |

| Arkéa-Samsic ARK             | Arkéa-Samsic ARK     | Arkéa-Samsic ARK |
| ---------------------------- | -------------------- | ---------------- |
| م                            | عداء                 | مرتبة            |
| 61                           | Clément Champoussin ‏ | 42               |
| 62                           | Louis Barré ‏         | 14               |
| 63                           | Kévin Ledanois ‏      | 50               |
| 64                           | ميشيل رييس           | 82               |
| 65                           | Martin Tjøtta ‏       | 84               |
| 66                           | Alessandro Verre ‏    | 104              |
| مدير الرياضة: جيمي إنجولفينت |                      |                  |

| فريق الدراجات Q36.5 ‏ Q36     | فريق الدراجات Q36.5 ‏ Q36 | فريق الدراجات Q36.5 ‏ Q36 |
| ---------------------------- | ------------------------ | ------------------------ |
| م                            | عداء                     | مرتبة                    |
| 71                           | كارل فريدريك هاغن        | 17                       |
| 72                           | Walter Calzoni ‏          | 52                       |
| 73                           | Marcel Camprubí ‏         | 62                       |
| 74                           | Alessandro Fedeli ‏       | 44                       |
| 75                           | Kamil Małecki ‏           | 46                       |
| 76                           | Cyrus Monk ‏              | 45                       |
| مدير الرياضة: Rik Reinerink ‏ |                          |                          |

| أونو-إكس موبيليتي ‏ UXT                     | أونو-إكس موبيليتي ‏ UXT   | أونو-إكس موبيليتي ‏ UXT |
| ------------------------------------------ | ------------------------ | ---------------------- |
| م                                          | عداء                     | مرتبة                  |
| 81                                         | توبياس هالاند يوهانسن    | 4                      |
| 82                                         | Martin Urianstad ‏        | 32                     |
| 83                                         | Fredrik Dversnes ‏ (طريق) | 27                     |
| 84                                         | Ådne Holter ‏             | 90                     |
| 85                                         | NOR                      | 102                    |
| 86                                         | يوناس غريغارد            | 18                     |
| مدير الرياضة: Leonard Snoeks‏, يسبر موركوف ‏ |                          |                        |

| Astana Qazaqstan Team AST     | Astana Qazaqstan Team AST | Astana Qazaqstan Team AST |
| ----------------------------- | ------------------------- | ------------------------- |
| م                             | عداء                      | مرتبة                     |
| 91                            | كريستيان سكاروني ‏         | 2                         |
| 92                            | Igor Chzhan ‏              | 95                        |
| 93                            | Gianmarco Garofoli ‏       | 71                        |
| 94                            | Michele Gazzoli ‏          | 39                        |
| 95                            | أرتيوم زاخاروف            | لم يبدأ-4                 |
| 96                            | أندري زيتز                | 89                        |
| مدير الرياضة: Dmitry Fofonov ‏ |                           |                           |

| Team Jayco AlUla JAY | Team Jayco AlUla JAY       | Team Jayco AlUla JAY |
| -------------------- | -------------------------- | -------------------- |
| م                    | عداء                       | مرتبة                |
| 101                  | اموند جروندل يانسن         | 70                   |
| 102                  | أليكساندر بالمر            | 16                   |
| 103                  | Kevin Colleoni ‏            | 55                   |
| 104                  | Hamish McKenzie (cyclist) ‏ | 56                   |
| 105                  | Blake Quick ‏               | 74                   |
| 106                  | زدينيك ستيبار              | 38                   |

| Equipo Kern Pharma ‏ EKP | Equipo Kern Pharma ‏ EKP | Equipo Kern Pharma ‏ EKP |
| ----------------------- | ----------------------- | ----------------------- |
| م                       | عداء                    | مرتبة                   |
| 111                     | Roger Adrià ‏            | 8                       |
| 112                     | Igor Arrieta ‏           | 19                      |
| 113                     | ESP                     | 103                     |
| 114                     | فرنسيسكو غالفان         | 78                      |
| 115                     | Álex Jaime ‏             | 81                      |
| 116                     | Pau Miquel ‏             | 25                      |
| مدير الرياضة:           |                         |                         |

| سبورت فلاندرين بالويس ‏ TFB  | سبورت فلاندرين بالويس ‏ TFB | سبورت فلاندرين بالويس ‏ TFB |
| --------------------------- | -------------------------- | -------------------------- |
| م                           | عداء                       | مرتبة                      |
| 121                         | Kamiel Bonneu ‏             | 9                          |
| 122                         | Milan Fretin ‏              | 58                         |
| 123                         | BEL                        | 15                         |
| 124                         | Noah Vandenbranden ‏        | 83                         |
| 125                         | Vincent Van Hemelen ‏       | 28                         |
| 126                         | Aaron Verwilst ‏            | 41                         |
| مدير الرياضة: هانز دي كليرك |                            |                            |

| بنجوال باوليز ساوكس دبليو بي ‏ BWB | بنجوال باوليز ساوكس دبليو بي ‏ BWB | بنجوال باوليز ساوكس دبليو بي ‏ BWB |
| --------------------------------- | --------------------------------- | --------------------------------- |
| م                                 | عداء                              | مرتبة                             |
| 131                               | فلوريس دي تير                     | 47                                |
| 132                               | ألكسيس غيران                      | 91                                |
| 133                               | Louka Matthys ‏                    | 51                                |
| 134                               | Johan Meens ‏                      | 20                                |
| 135                               | Lennert Teugels ‏                  | 30                                |
| 136                               | ماركو تيزا                        | 85                                |
| مدير الرياضة: Olivier Kaisen ‏     |                                   |                                   |

| برجس بي إتش ‏ BBH             | برجس بي إتش ‏ BBH | برجس بي إتش ‏ BBH |
| ---------------------------- | ---------------- | ---------------- |
| م                            | عداء             | مرتبة            |
| 141                          | دانيال نافارو    | 48               |
| 142                          | ESP              | 99               |
| 143                          | Antonio Angulo ‏  | 98               |
| 144                          | Cyril Barthe ‏    | 34               |
| 145                          | Eric Fagúndez ‏   | 26               |
| 146                          | ESP              | لم يكمل السباق-4 |
| مدير الرياضة: Damien Garcia ‏ |                  |                  |

| تيم كووب ‏ TCR                   | تيم كووب ‏ TCR                | تيم كووب ‏ TCR |
| ------------------------------- | ---------------------------- | ------------- |
| م                               | عداء                         | مرتبة         |
| 151                             | Cedrik Bakke Christophersen ‏ | 10            |
| 152                             | André Drege ‏                 | 22            |
| 153                             | NOR                          | 79            |
| 154                             | NOR                          | 92            |
| 155                             | NOR                          | 72            |
| 156                             | NOR                          | 69            |
| مدير الرياضة: Gilbert De Weerdt‏ |                              |               |

| ترينيتي رود ريسينغ ‏ TRI  | ترينيتي رود ريسينغ ‏ TRI | ترينيتي رود ريسينغ ‏ TRI |
| ------------------------ | ----------------------- | ----------------------- |
| م                        | عداء                    | مرتبة                   |
| 161                      | Liam Johnston‏           | 11                      |
| 162                      | Fergus Browning ‏        | 53                      |
| 163                      | Camilo Andres Gomez‏     | 57                      |
| 164                      | Tobias Risan Nakken ‏    | 96                      |
| 165                      | Hugo Rodriguez‏          | 101                     |
| 166                      | GBR                     | 80                      |
| مدير الرياضة: Jon Mould ‏ |                         |                         |

| Groupama–FDJ Continental Team ‏ CGF | Groupama–FDJ Continental Team ‏ CGF | Groupama–FDJ Continental Team ‏ CGF |
| ---------------------------------- | ---------------------------------- | ---------------------------------- |
| م                                  | عداء                               | مرتبة                              |
| 171                                | NOR                                | 49                                 |
| 172                                | Ronan Augé ‏                        | 88                                 |
| 173                                | Lewis Bower ‏                       | 61                                 |
| 174                                | Thibaud Gruel ‏                     | 23                                 |
| 175                                | Noah Hobbs ‏                        | 67                                 |
| 176                                | Brieuc Rolland ‏                    | 66                                 |
| مدير الرياضة: Jerôme Gannat ‏       |                                    |                                    |

## التصنيف العام النهائي
| التصنيف العام         | التصنيف العام                | التصنيف العام             | التصنيف العام  | التصنيف العام |
| العداء                | العداء                       | الفريق                    | الوقت          |               |
| --------------------- | ---------------------------- | ------------------------- | -------------- | ------------- |
| 1                     | ستيفن وليامز                 | Israel-Premier Tech       | 15 س 38 د 06 ث |               |
| 2                     | كريستيان سكاروني ‏            | Astana Qazaqstan Team     | + 1 ث          |               |
| 3                     | Kevin Vermaerke ‏             | Team DSM-Firmenich        | + 9 ث          |               |
| 4                     | توبياس هالاند يوهانسن        | أونو اكس برو سايكلنج تيم ‏ | + 9 ث          |               |
| 5                     | ديلان تيونز                  | Israel-Premier Tech       | + 11 ث         |               |
| 6                     | Matthew Dinham ‏              | Team DSM-Firmenich        | + 12 ث         |               |
| 7                     | ويليام مارتن                 | Cofidis                   | + 12 ث         |               |
| 8                     | Roger Adrià ‏                 | Equipo Kern Pharma ‏       | + 12 ث         |               |
| 9                     | Kamiel Bonneu ‏               | سبورت فلاندرين بالويس ‏    | + 19 ث         |               |
| 10                    | Cedrik Bakke Christophersen ‏ | تيم كووب ‏                 | + 20 ث         |               |
|                       |                              |                           |                |               |
| مصدر: ProCyclingStats |                              |                           |                |               |

### تصنيف النقاط
| تصنيف النقاط          | تصنيف النقاط          | تصنيف النقاط                   | تصنيف النقاط | تصنيف النقاط |
| العداء                | العداء                | الفريق                         | النقاط       |              |
| --------------------- | --------------------- | ------------------------------ | ------------ | ------------ |
| 1                     | Clément Champoussin ‏  | اركيا سامسيك                   | 36 نقطة      |              |
| 2                     | كريستيان سكاروني ‏     | Astana Qazaqstan Team          | 27 نقطة      |              |
| 3                     | Noah Hobbs ‏           | Groupama–FDJ Continental Team ‏ | 26 نقطة      |              |
| 4                     | Michele Gazzoli ‏      | Astana Qazaqstan Team          | 24 نقطة      |              |
| 5                     | توبياس هالاند يوهانسن | أونو اكس برو سايكلنج تيم ‏      | 20 نقطة      |              |
| 6                     | ستيفن وليامز          | Israel-Premier Tech            | 18 نقطة      |              |
| 7                     | Alberto Dainese ‏      | Team DSM-Firmenich             | 15 نقطة      |              |
| 8                     | Kevin Vermaerke ‏      | Team DSM-Firmenich             | 12 نقطة      |              |
| 9                     | ديلان تيونز           | Israel-Premier Tech            | 12 نقطة      |              |
| 10                    | أودد كريستيان إيكينغ  | EF Education-EasyPost          | 12 نقطة      |              |
|                       |                       |                                |              |              |
| مصدر: ProCyclingStats |                       |                                |              |              |

### تصنيف الجبال
| تصنيف الجبال          | تصنيف الجبال                 | تصنيف الجبال                   | تصنيف الجبال | تصنيف الجبال |
| العداء                | العداء                       | الفريق                         | النقاط       |              |
| --------------------- | ---------------------------- | ------------------------------ | ------------ | ------------ |
| 1                     | Vincent Van Hemelen ‏         | سبورت فلاندرين بالويس ‏         | 26 نقطة      |              |
| 2                     | النرويج                      | تيم كووب ‏                      | 9 نقطة       |              |
| 3                     | ستيفن وليامز                 | Israel-Premier Tech            | 6 نقطة       |              |
| 4                     | Walter Calzoni ‏              | فريق الدراجات Q36.5 ‏           | 6 نقطة       |              |
| 5                     | Lewis Bower ‏                 | Groupama–FDJ Continental Team ‏ | 6 نقطة       |              |
| 6                     | Fergus Browning ‏             | ترينيتي رود ريسينغ ‏            | 6 نقطة       |              |
| 7                     | ميشيل رييس                   | اركيا سامسيك                   | 5 نقطة       |              |
| 8                     | Cedrik Bakke Christophersen ‏ | تيم كووب ‏                      | 4 نقطة       |              |
| 9                     | Asbjørn Hellemose ‏           | Lidl-Trek                      | 4 نقطة       |              |
| 10                    | Clément Champoussin ‏         | اركيا سامسيك                   | 4 نقطة       |              |
|                       |                              |                                |              |              |
| مصدر: ProCyclingStats |                              |                                |              |              |

## تصنيف الفرق

### الفرق حسب الوقت
| تصنيف الفرق حسب الوقت | تصنيف الفرق حسب الوقت          | تصنيف الفرق حسب الوقت | تصنيف الفرق حسب الوقت |
| الفريق                | الفريق                         | الوقت                 |                       |
| --------------------- | ------------------------------ | --------------------- | --------------------- |
| 1                     | Israel-Premier Tech            | 46 س 55 د 54 ث        |                       |
| 2                     | Cofidis                        | + 1 د 02 ث            |                       |
| 3                     | Equipo Kern Pharma ‏            | + 1 د 14 ث            |                       |
| 4                     | أونو اكس برو سايكلنج تيم 2023 ‏ | + 1 د 45 ث            |                       |
| 5                     | فريق الدراجات Q36.5 ‏           | + 1 د 50 ث            |                       |
| 6                     | سبورت فلاندرين بالويس ‏         | + 2 د 29 ث            |                       |
| 7                     | برجس بي إتش 2023 ‏              | + 3 د 53 ث            |                       |
| 8                     | Team DSM-Firmenich             | + 4 د 02 ث            |                       |
| 9                     | تيم كووب ‏                      | + 8 د 05 ث            |                       |
| 10                    | بنجوال باوليز ساوكس دبليو بي ‏  | + 9 د 05 ث            |                       |
|                       |                                |                       |                       |
| مصدر: ProCyclingStats |                                |                       |                       |

## تصانيف فرعية

### تصنيف أفضل شاب
| تصنيف أفضل شاب        | تصنيف أفضل شاب               | تصنيف أفضل شاب            | تصنيف أفضل شاب | تصنيف أفضل شاب |
| العداء                | العداء                       | الفريق                    | الوقت          |                |
| --------------------- | ---------------------------- | ------------------------- | -------------- | -------------- |
| 1                     | Kevin Vermaerke ‏             | Team DSM-Firmenich        | 15 س 38 د 15 ث |                |
| 2                     | توبياس هالاند يوهانسن        | أونو اكس برو سايكلنج تيم ‏ | + 0 ث          |                |
| 3                     | Matthew Dinham ‏              | Team DSM-Firmenich        | + 3 ث          |                |
| 4                     | Roger Adrià ‏                 | Equipo Kern Pharma ‏       | + 3 ث          |                |
| 5                     | Kamiel Bonneu ‏               | سبورت فلاندرين بالويس ‏    | + 10 ث         |                |
| 6                     | Cedrik Bakke Christophersen ‏ | تيم كووب ‏                 | + 11 ث         |                |
| 7                     | Liam Johnston ‏               | ترينيتي رود ريسينغ ‏       | + 14 ث         |                |
| 8                     | Asbjørn Hellemose ‏           | Lidl-Trek                 | + 18 ث         |                |
| 9                     | Louis Barré ‏                 | اركيا سامسيك              | + 19 ث         |                |
| 10                    | بلجيكا                       | سبورت فلاندرين بالويس ‏    | + 22 ث         |                |
|                       |                              |                           |                |                |
| مصدر: ProCyclingStats |                              |                           |                |                |

## وصلات خارجية
- الموقع الرسمي
- لمحة عن سباق سباق النرويج 2023 على موقع  ProCyclingStats   (برو  سايكلنج  ستاتس) - إحصاءات  محترفي  الدراجات.
- سباق النرويج 2023 على موقع إحصائيات الدراجات الإحترافية (الإنجليزية)